# Avant le matin
 (décembre 2017).
Avant le matin est un roman de Jacques Chessex, publié chez Grasset en 2006.

## Résumé
Le narrateur suit le chemin d’Aloysia Pia Canisia Piller, dite Sainte Canisia à Fribourg. On l'accompagne dans la cité médiévale et catholique où il surprend les amours de l’abbesse avec d'étranges personnages. 